# Elydnus hirayamai
Elydnus hirayamai là một loài bọ cánh cứng trong họ Cerambycidae.